# Odontocera gracilis
Odontocera gracilis là một loài bọ cánh cứng trong họ Cerambycidae.